# Gillian R. Knapp
Gillian Revill Knapp es una astrónoma, astrofísica, y profesora de ciencias astronómicas en la Universidad de Princeton. Es miembro del profesorado en el Whitman College. Ha estado involucrada en el Sloan Digital Sky Survey, y es miembro activo de la Unión Astronómica Internacional. Está casada con el astrónomo James Gunn.
Obtuvo su B.Sc. en física por la Universidad de Edimburgo; y en 1971, su Ph.D. en astronomía por la Universidad de Maryland.

## Carrera científica
En el Instituto de Tecnología de California , Gillian Knapp fue ascendida a investigadora principal en 1976 y se convirtió en miembro del personal del Owens Valley Radio Observatory el mismo año.
En 1980, Knapp se mudó a Princeton para trabajar como investigador en el Departamento de Ciencias Astrofísicas de la Universidad de Princeton y se convirtió en Profesora Asociada en 1984. En la década de 1980 y principios de la de 1990, la Dra. Knapp realizó estudios pioneros utilizando radiotelescopios para estudiar la pérdida de masa que ocurre cerca del final de la vida de las estrellas Asymptotic Giant Branch y objetos relacionados.  A partir de 1990, trabajó en la construcción del Sloan Digital Sky Survey , y su contribución incluyó el descubrimiento y caracterización de enanas marrones , estrellas enanas blancas y estrellas de alta velocidad. Su carrera científica se desarrolló con éxito a lo largo de los años en la Universidad de Princeton , donde recibió el estatus de Profesora Emérita en 2014.
Gillian Knapp es una astrónoma altamente citada (citaciones : 112 183 , índice  h de 130. )  y miembro de la Sociedad Astronómica Americana , Real Sociedad Astronómica , Unión Internacional de Radio Ciencia, la Unión Astronómica Internacional . 